# Couvent des Cordeliers de L'Île-Bouchard
Pour les articles homonymes, voir Couvent des Cordeliers.
Le couvent des Cordeliers est un ancien couvent dans la commune de L'Île-Bouchard, dans le département français d'Indre-et-Loire.
Établi sur la base d'une chapelle priorale du XIIe siècle et agrandi au XVIIe siècle, ce couvent est finalement transformé en habitation après sa vente comme bien national à la Révolution française. Ses vestiges les plus anciens sont inscrits comme monuments historiques en 1929 et 1946.

## Localisation
Le couvent est établi sur la rive gauche de la Vienne, dans la partie orientale de ce qui était lors de sa fondation la paroisse Saint-Maurice devenue la commune de Saint-Maurice-de-l'Île-Bouchard. Implanté en limite de la zone construite de la ville, il bénéficie à l'est des bâtiments d'un enclos monastique.

## Histoire
Un prieuré Saint-Ambroise est mentionné à l'Île-Bouchard dès le XIIe siècle ; la chapelle de ce prieuré est peut-être celle réutilisée plus tard par les Cordeliers. Il est possible que ces derniers soient installés dans cette ville avant 1634, car cette date donnée comme fondation du couvent est en fait celle de la construction du bâtiment conventuel.
À la veille de la Révolution française le couvent accueille, outre les moines, des pensionnaires volontaires ou placés ici par décision de justice. Le couvent est déclaré bien national le 16 décembre 1790 et vendu deux mois après mais le dernier détenu n'est déplacé qu'en 1791. Dans les décennies qui suivent et au gré des changements de propriétaires, l'église et les bâtiments annexes font l'objet de destructions.
En 1867, une scierie est installée dans le chœur ; un moulin cavier, construit au-dessus, actionne son mécanisme,.
L'ancienne chapelle est inscrite comme monument historique par arrêté du 20 mars 1929. Le 13 novembre 1946, cette protection est étendue à l'ensemble du couvent, exception faite des bâtiments modernes. La scierie cesse son activité en 1957 et le couvent devient une simple habitation.

## Description
Des anciens bâtiments du couvent ne subsistent qu'une partie de la chapelle du XIIe siècle et le bâtiment conventuel du XVIIe siècle.
La chapelle, orientée ouest-est et construite en pierre de taille, comprenait une nef, un transept avec une absidiole sur chaque bras et un chœur composé d'une travée droite terminée par une abside. La nef a disparu mais le transept, le chœur et son abside subsistent. La croisée du transept était recouverte d'une calotte détruite et remplacée au XIXe siècle par le massereau supportant la hucherolle du moulin cavier ; ce bras méridional du transept conserve son absidiole mais le bras septentrional est absorbé par la construction, au XVIIe siècle, du bâtiment conventuel ; ce transept est voûté en berceau brisé. L'abside principale est voûtée en cul-de-four et elle est renforcée par des contreforts en forme de colonnes. Le mur septentrional du chœur supporte un bas-relief très dégradé représentant un bateau, deux sirènes et des poissons, peut-être une allégorie de la pêche miraculeuse,.
Les murs de la chapelle gardent des traces de peinture polychrome, indice supplémentaire de l'antériorité de la construction de celle-ci sur l'installation dans les lieux d'un ordre mendiant professant l'austérité. Il s'agit de vestiges d'une fresque pouvant représenter une messe de saint Gilles, thème courant à la fin du XIIe siècle; d'inscriptions dédicatoires devenues difficilement déchiffrables et de peintures polychromes sur les motifs de certains chapiteaux.
Le bâtiment conventuel, orienté nord-sud, s'appuie, à son extrémité méridionale, sur le croisillon nord du transept de la chapelle. Sa façade ouest présente au rez-de-chaussée une série de cinq arcades. Il est peut-être construit à l'emplacement de la salle capitulaire, les arcades correspondant à une galerie du cloître disparu.

## Pour en savoir plus